# Diócesis de Choluteca
La diócesis de Choluteca (en latín: Dioecesis Cholutecensis) es una circunscripción eclesiástica de la Iglesia católica en Honduras. Se trata de una diócesis latina, sufragánea de la arquidiócesis de Tegucigalpa. Desde el 26 de enero de 2023 su obispo es Teodoro Gómez Rivera.

## Territorio y organización
La diócesis tiene 6282 km² y extiende su jurisdicción sobre los fieles católicos de rito latino residentes en los departamentos de Choluteca y Valle.
La sede de la diócesis se encuentra en la ciudad de Choluteca, en donde se halla la Catedral de la Inmaculada Concepción.
En 2021 en la diócesis existían 16 parroquias agrupadas en 3 decanatos:
Decanato Monseñor Marcelo Gerín
- Inmaculada Concepción, Catedral, Choluteca;
- San José Obrero, Choluteca;
- San Pablo, Choluteca;
- Cristo de Esquipulas, Choluteca.

Decanato Santa María de Suyapa
- Nuestro Señor de Esquipulas, El Triunfo;
- Espíritu Santo, Monjarás;
- Nuestra Señora de la Purificación, El Corpus;
- San Juan Pablo II, Namasigüe;
- San Marcos Evangelista, San Marcos de Colón;
- Inmaculada Concepción de María, Concepción de María;
- San Andrés Apóstol, Orocuina.

Decanato San Juan María Vianney
- San Lorenzo, San Lorenzo, Valle;
- Santa Cruz, Amapala, Valle;
- San Antonio de Padua, Langue, Valle;
- San José, Nacaome, Valle;
- San Francisco de Asís, Pespire, Choluteca;
- San Jerónimo, Goascorán, Valle.

## Historia
La prelatura territorial de Choluteca fue erigida el 8 de septiembre de 1964 con la bula Inter munia del papa Pablo VI obteniendo territorio de la arquidiócesis de Tegucigalpa.
El 29 de agosto de 1979 la prelatura territorial fue elevada a diócesis con la bula In hac beatissimi del papa Juan Pablo II.

## Estadísticas
Según el Anuario Pontificio 2022 la diócesis tenía a fines de 2021 un total de 544 370 fieles bautizados.
| Año                                                                             | Población            | Población | Población      | Sacerdotes | Sacerdotes    | Sacerdotes    | Bautizados por sacerdote | Diáconos permanentes | Religiosos | Religiosos | Parroquias |
| Año                                                                             | Bautizados católicos | Total     | % de católicos | Total      | Clero secular | Clero regular | Bautizados por sacerdote | Diáconos permanentes | Varones    | Mujeres    | Parroquias |
| ------------------------------------------------------------------------------- | -------------------- | --------- | -------------- | ---------- | ------------- | ------------- | ------------------------ | -------------------- | ---------- | ---------- | ---------- |
| 1966                                                                            | 270 000              | 275 000   | 98.2           | 25         | 25            |               | 10 800                   |                      | 4          | 40         | 9          |
| 1970                                                                            | 289 305              | 301 360   | 96.0           | 38         | 8             | 30            | 7613                     |                      | 71         | 46         | 10         |
| 1976                                                                            | 272 700              | 303 000   | 90.0           | 26         | 3             | 23            | 10 488                   | 1                    | 26         | 35         | 10         |
| 1980                                                                            | 299 660              | 342 406   | 87.5           | 26         | 3             | 23            | 11 525                   |                      | 23         | 38         | 11         |
| 1990                                                                            | 371 827              | 416 807   | 89.2           | 24         | 9             | 15            | 15 492                   |                      | 15         | 55         | 11         |
| 1999                                                                            | 470 421              | 548 598   | 85.7           | 28         | 17            | 11            | 16 800                   |                      | 14         | 60         | 11         |
| 2000                                                                            | 504 698              | 566 537   | 89.1           | 26         | 16            | 10            | 19 411                   |                      | 12         | 57         | 12         |
| 2001                                                                            | 530 000              | 600 000   | 88.3           | 26         | 16            | 10            | 20 384                   |                      | 12         | 55         | 12         |
| 2002                                                                            | 510 000              | 585 000   | 87.2           | 27         | 17            | 10            | 18 888                   |                      | 12         | 63         | 13         |
| 2003                                                                            | 522 000              | 595 500   | 87.7           | 27         | 18            | 9             | 19 333                   |                      | 11         | 64         | 13         |
| 2004                                                                            | 520 000              | 595 000   | 87.4           | 33         | 24            | 9             | 15 757                   |                      | 9          | 61         | 13         |
| 2006                                                                            | 532 000              | 614 000   | 86.6           | 28         | 21            | 7             | 19 000                   |                      | 7          | 52         | 14         |
| 2013                                                                            | 610 000              | 730 000   | 83.6           | 30         | 27            | 3             | 20 333                   |                      | 3          | 62         | 14         |
| 2016                                                                            | 643 885              | 771 035   | 83.5           | 32         | 31            | 1             | 20 121                   |                      | 1          | 53         | 14         |
| 2019                                                                            | 527 250              | 703 300   | 75.0           | 32         | 31            | 1             | 16 476                   |                      | 1          | 54         | 16         |
| 2021                                                                            | 544 370              | 726 250   | 75.0           | 32         | 30            | 2             | 17 011                   |                      | 2          | 55         | 16         |
| Fuente: Catholic-Hierarchy, que a su vez toma los datos del Anuario Pontificio. |                      |           |                |            |               |               |                          |                      |            |            |            |

## Episcopologio
- Marcel Gérin y Boulay, P.M.E. † (9 de septiembre de 1964-14 de abril de 1984 retirado)
- Raúl Corriveau, P.M.E. (14 de abril de 1984 por sucesión-17 de diciembre de 2005 retirado)
- Guido Plante, P.M.E. † (17 de diciembre de 2005 por sucesión-13 de julio de 2012 retirado)
- Guy Charbonneau, P.M.E. (26 de enero de 2013-26 de enero de 2023 retirado)
- Teodoro Gómez Rivera, desde el 26 de enero de 2023